# Александар Ђорђевић
Александар Ђорђевић (Београд, 26. август 1967) српски је кошаркашки тренер и бивши кошаркаш. Доскорашњи селектор репрезентације Кине.
Играо је на месту плејмејкера (јединице) за бројне тимове: Партизан, Олимпију Милано, Фортитудо, Портланд трејлблејзерсе, Барселону, Реал Мадрид и Скаволини Пезаро. Освојио је два Првенства Југославије (1987. и 1992), два Купа Југославије (1989. и 1992), три Првенства Шпаније (1997, 1999 и 2000), три Купа Радивоја Кораћа (1989, 1993. и 1999) и Евролигу 1992.
На репрезентативном нивоу играо је за репрезентацију СФР и СР Југославије. Укупно је одиграо 108 утакмица у репрезентативном дресу. С националним тимом освојио је сребрну медаљу на Олимпијским играма 1996, злато на Светском првенству 1998, злата на европским првенставима 1991, 1995. и 1997, као и бронзу 1987.
Ђорђевић се памти по својим тројкама у последњој секунди у финалу Евролиге 1992. (за Партизан) и на утакмици против Хрватске (за репрезентацију СР Југославије) на Европском првенству 1997. Године 1995. примио је златну значку Спорта, награду за најбољег спортисту у Југославији, a Југословенски олимпијски комитет му је доделио награду за најбољег мушког спортисту. УЛЕБ га је 2008. изабрао међу 50 људи који су најзаслужнији за развој кошарке у Европи.
Играчку каријеру је завршио 3. јула 2005, а наредне године је почео тренерску. Од децембра 2013. до септембра 2019. године био је селектор репрезентације Србије с којом је освојио сребрне медаље на Светском првенству 2014, Олимпијским играма 2016. и на Европском првенству 2017. Први је кошаркаш који је успео да и као играч и као тренер освоји медаљу на Олимпијским играма, Светском и Европском првенству.

## Играчка каријера

### Млађе категорије
Александар Ђорђевић рођен у породици Братислава Ђорђевића, кошаркашког тренера. Кошарку је почео да тренира 1977. у Црвеној звезди, а први тренер му је био Божидар Маљковић. Њих двојица су после 10 месеци заједно прешли у Раднички, али се Ђорђевић вратио у Црвену звезду пошто је Раднички остао без дворане за тренинге. После две недеље у Црвеној звезди, њени тренери су га прогласили неталентованим. Паралелно са тренирањем кошарке, похађао је Десету београдску гимназију.

### Партизан
На наговор Владе Драгутиновића и свога оца, 1983. године је прешао у Партизан, за који су тада играли славни играчи попут Небојше Зоркића, Жељка Обрадовића, Миленка Савовића, Горана Грбовића и Данка Цвјетичанина, а тренер је био Борислав Џаковић. Ђорђевић је у дебитантској сезони са Партизаном заузео 7. место.
У сезони 1984/85. нови тренер Партизана Зоран Славнић је Ђорђевића са 17 година уврстио у први тим. Свој деби Ђорђевић је имао у поразу Партизана од Шибенке у Шибенику. У неизвесној утакмици Партизана и вицешампиона Црвене звезде те сезоне, Славнић је два минута пред крај утакмице увео Ђорђевића у игру, чијом је тројком одлучена утакмица. Партизан је ту сезону завршио на 5. месту.
Ни у следећој сезони, са новим тренером Владиславом Лучићем, Партизан није могао даље од полуфинала плеј-офа у ком га је зауставила моћна Цибона 2:1.
У Партизан су тог лета доведени Владе Дивац, Жарко Паспаљ, Иво Накић, а за првог тренера је постављен Душко Вујошевић. Партизан је у сезони 1986/87. успео да освоји титулу савладавши у финалу Црвену звезду.
Следеће сезоне, Партизан је у Купу европских шампиона стигао до фајнал-фора у белгијском граду Генту, али је изгубио у полуфиналу од Макабија. У домаћем првенству следеће четири године доминирала је Југопластика са Кукочем и Рађом. Партизан је на домаћој сцени успео да освоји национални куп 1989, а на европској Куп Радивоја Кораћа исте те године. На крају те сезоне Ђорђевић није био позван у репрезентацију за Европско првенство 1989. и разочаран, одлучио је да оде на одслужење војног рока. Партизан су тог лета напустили и Дивац и тренер Вујошевић.
Током 1990. Ђорђевић је био на проби у Бостон селтиксима, али уговор није склопљен пошто се Бостон одлучио за Чарлса Смита, па се Ђорђевић вратио у Партизан.
Са новим младим тренером Жељком Обрадовићем и Александром Ђорђевићем као предводником новог младог тима чији је просек година био 21,7, Партизан је освојио првенство и куп окрњене Југославије и Куп европских шампиона 1992. на фајнал-фору у Истанбулу. Због рата у бившој Југославији, Партизан је све утакмице, осим четврфинала против италијанског Кнора, морала играти на неутралном терену у шпанском граду Фуенлабрада код Мадрида. У финалу против шпанског Хувентуда, на 8 секунди до краја утакмице и при вођству шпанског тима 70:68 Ђорђевић је претрчао цео терен и погодио шут за три поена и донео Партизану прву и једину титулу првака Европе.

### Олимпија Милано
После 9 година проведених у Партизану, нови клуб Александра Ђорђевића била је Олимпија Милано (тада Филипс). Са Олимпијом Ђорђевић је освојио још један Куп Радивоја Кораћа, док је у италијанском првенству два пута био заустављен у четвртфиналу плеј-офа.

### Фортитудо Болоња
После Олимпије, нови Ђорђевићев клуб је био Фортитудо Болоња (тада је носио имена Филодоро и Тимсистем). Годину дана пре његовог истека, по доласку новог генералног менаџера клуба, Ђорђевић и Фортитудо су раскинули уговор, уз услов да Ђорђевић да не може да игра за неки клуб из Италије.

### Портланд Трејлблејзерси
После Олимпијских игара у Атланти, Лени Вилкенс, селектор америчке репрезентације и тренер Атланта Хокса је био заинтересован да доведе Ђорђевића у свој тим. Ипак, Ђорђевић је прихватио понуду Портланд Трејлблејзерса за минималну плату у НБА од 247.000 долара. У Портланду је, супротно својим очекивањима, био задужен за одбрамбене задатке, па се Ђорђевић, након 8 одиграних утакмица и 61 минут у НБА, вратио у Европу, овај пут у шпанску Барселону.

### Барселона
Повратак у Европу је позитивно утицао на Ђорђевићеву игру. Ђорђевић је са Барселоном те сезоне освојио првенство Шпаније, победом у финалној серији плеј-офа над Реал Мадридом 3:2.
Круна његових добрих игара те сезоне је био избор у тим Запада за европску Ол-стар утакмицу одржаној у Тел Авиву 30. децембра 1997. Ђорђевић је у поразу Запада од Истока 129:107 био најефикаснији играч са 23 поена, док је у такмичењу у шутирању тројки освојио прво место.
У својој последњој сезони у Барселони, Ђорђевић је освојио још једно првенство Шпаније, овај пут против Кахе Сан Фернандо, и Куп Радивоја Кораћа. Због повреде Ђорђевић је пропустио Европско првенство у кошарци 1999. у Француској.

### Реал Мадрид
Александар Ђорђевић је своју каријеру наставио у Барселонином највећем ривалу, Реал Мадриду. Ђорђевић је предводио Реал до победе у финалној серији над фаворизованом Барселоном. Због породичних разлога отказао је свој наступ за репрезентацију Југославије на Олимпијским играма у Сиднеју 2000.
Предвођена Пауом Гасолом, Барселона се следеће сезоне реванширала Реал Мадриду, савладавши га и у финалу плеј офа АЦБ лиге и у финалу Купа краља.

### Скаволини Пезаро
После годину дана паузе, нови Ђорђевићев клуб био је Скаволини из Пезара. Са Скаволинијем Ђорђевић је стигао до финала Купа Италије, у ком је поражен од тих година неприкосновеног Бенетона, четвртог места у лигашком делу сезоне и полуфинала плеј-офа, у ком је поражен од каснијег шампиона Монтепаскија. Напустио је Скаволини крајем 2004. после велике свађе са управом.

### Олимпија Милано
Ђорђевић се 25. фебруара 2005. вратио у Олимпију (сада Армани Џинс). Армани је стигао до финала плеј-офа италијанске лиге, а Ђорђевић је донео победу Арманију у мајсторици против Бенетона. Армани је у финалној серији изгубио од Климамија 3:1, поготком Рубена Дагласа уз звук сирене у четвртој утакмици.

## Репрезентативна каријера
Ђорђевић је са јуниорском репрезентацијом Југославије освојио златну медаљу на Европском првенству 1986. у Гмундену (Аустрија). Селектор јуниорске репрезентације био је Светислав Пешић, а у тиму су се нашли и Владе Дивац, Тони Кукоч, Дино Рађа, Лука Павићевић, Небојша Илић, Теоман Алибеговић и Славиша Копривица.
Следеће године је са сениорском репрезентацијом Југославије учествовао на Европском првенству у кошарци 1987. у Атини. Првобитно је селектор Крешимир Ћосић позвао Небојшу Илића, али он није имао пасош, па није могао да путује. Због тога се Кошаркашки савез Југославије одлучио да позове Ђорђевића, који је раније на старту припрема отпао због болести. Југославија је том првенству изненађујуће поражена у полуфиналу од домаћина Грчке, па се морала задовољити утакмицом за треће место против Италије. И када је изгледало је да ће Југославија остати и без бронзане медаље, селектор Крешимир Ћосић је у игру увео Ђорђевића и Југославија је освојила медаљу. Ђорђевић је неколико недеља касније са јуниорском репрезентацијом освојио и Светско првенство у Бормију.
Ђорђевић се у репрезентацију вратио 1991. за Европско првенство у Риму на ком је Југославија без Јурета Здовца освојила златну медаљу. Због санкција уведених Савезној Републици Југославији, њеној кошаркашкој репрезентацији није било дозвољено да учествује на међународним такмичењима (Олимпијским играма 1992. у Барселони, Европском првенству 1993. у Немачкој и Светском првенству 1994. у Канади).
После укидања санкција СРЈ, прво такмичење на ком је учествовала репрезентација Југославије било је Европско првенство у кошарци 1995. у Атини. Ђорђевић је до финала убацивао просечно десетак поена по утакмици, али је заблистао у финалу против Литваније, када је постигао 41 поен уз 9 тројки из 12 покушаја. На Олимпијским играма 1996. у Атланти, Ђорђевић је био део екипе Југославије која је освојила сребрну медаљу, након пораза од Американаца.
Следеће Европско првенство у кошарци се играло управо у Барселони где је играо тих година, а због изостанака Дивца и Паспаља, за капитена је изабран Ђорђевић. У мечу против Хрватске, првом након распада Југославије, Ђорђевић је поновио шут из Истанбула 1992. и донео Југославији победу 64:62. Југославија је одбранила златну медаљу победом у финалу над Италијом 61:49, док је Ђорђевић проглашен за најкориснијег играча.
Због повреде менискуса није био спреман за почетак Светског првенства 1998, а за репрезентацију нису играли ни Дивац ни Даниловић, па подмлађеној репрезентацији Југославије нису даване велике шансе за освајање медаље. Ђорђевића је на месту првог плејмејкера мењао Саша Обрадовић. У четвртфиналу са Аргентином, у ком се Југославија дуго мучила, Ђорђевић је унео преокрет. Југославија је у полуфиналу савладала домаћина Грчку и Русију у финалу и освојила прво место.
Ђорђевић се званично опростио од активног играња кошарке 3. јула 2005. у Хали Пионир. У ревијалној утакмици је учествовало 50 активних и бивших кошаркаша, некадашњи Ђорђевићеви саиграчи и ривали. Приход од утакмице је ишао Уницефовој кампањи „Школа без насиља“, чији је Ђорђевић промотер.

## Тренерска каријера

### Олимпија Милано
Дана 25. јануара 2006. Ђорђевић је постављен за тренера свог бившег клуба Олимпије из Милана (под спонзорским именом Армани џинс). На том положају је остао до краја сезоне 2006/07.

### Тревизо
У јулу 2011. је постављен за тренера Бенетона из Тревиза. И поред великих финансијских проблема, успео је да сачува тим од испадања из италијанске Серије А. Међутим, у лето 2012, клуб је остао без главних спонзора па је морао да се спусти неколико рангова ниже, што је условило и одлазак играчког кадра и стручног штаба.

### Србија
Ђорђевић је 25. децембра 2013. године постављен на функцију селектора сениорске репрезентације Србије. Прво такмичење на ком је водио репрезентацију је било Светско првенство 2014. у Шпанији. Тамо је Србија стигла до финала у коме је поражена од САД.  Након тога је уследило Европско првенство 2015. где је репрезентација заустављена у полуфиналу од Литваније а потом је поражена и у борби за бронзану медаљу од Француске.
Током лета 2016. године Србија је преко квалификационог турнира у београдској Арени, у којем је била боља од Порторика, Анголе и Чешке, изборила пласман на Олимпијске игре у Рију. На Олимпијском турниру репрезентација Србије је стигла до финала у којем је поново поражена од селекције САД. Уследило је Европско првенство 2017. у којем је Ђорђевићева селекција стигла до још једног финала, али је поново поражена, овај пут од Словеније.
Ђорђевић је затим водио репрезентацију у квалификацијама за Светско првенство 2019. у Кини. Успео је да одведе Србију на Мундијал, и поред тога што је репрезентација била ослабљена неиграњем играча из НБА и Евролиге. На Светском првенству у Кини, Ђорђевићева селекција је елиминисана у четвртфиналу од Аргентине. Србија је након тога у борбама за пласман између 5. и 8. места савладала САД и Чешку па је заузела 5. место. Након што је Србија завршила такмичење на Светском првенству у Кини, Ђорђевић је 14. септембра 2019. објавио да напушта функцију селектора.

### Панатинаикос
Крајем јуна 2015. Ђорђевић је постао тренер грчког Панатинаикоса, потписавши двогодишњи уговор са клубом. Ипак, на клупи атинског клуба није успео да се задржи ни једну целу сезону, јер је добио отказ 19. априла 2016. године. После елиминације Панатинаикоса у четвртфиналу Евролиге од Басконије са 3:0 у серији, Ђорђевић је добио отказ, јер није успео да одведе екипу на фајнал фор. И поред добрих резултата у грчком првенству, у ком је ПАО делио врх табеле са Олимпијакосом са учинком 25-1, Ђорђевићев резултат у Евролиги је окарактерисан као неуспех.

### Бајерн Минхен
Ђорђевић је 1. августа 2016. постављен за тренера Бајерн Минхена, са којим је потписао двогодишњи уговор. Бајерн је у сезони 2016/17. играо у Еврокупу, где је елиминисан у четвртфиналу од Малаге. У немачкој Бундеслиги, Ђорђевићева екипа је након регуларног дела сезоне заузела треће место, са скором 28-4, након чега је у полуфиналној серији елиминисана од Брозе Бамберга. Од истог противника, Бајерн је поражен и у финалу немачког Купа.
У сезони 2017/18, Ђорђевић је са Бајерном освојио Куп Немачке након што је у финалу савладана Алба резултатом 80:75. То је био први Бајернов трофеј у овом такмичењу након 50 година. Ипак, Ђорђевић није завршио сезону на клупи немачког клуба. Добио је отказ 29. марта 2018, након што је Бајерн елиминисан у полуфиналу Еврокупа од турске Дарушафаке. У моменту Ђорђевићевог отказа, Бајерн се налазио на првом месту немачке Бундеслиге са скором 23-2.

### Виртус Болоња
У марту 2019. је постављен за тренера Виртуса из Болоње. Деби на клупи Виртуса је имао 13. марта у победи 81:58 над француским Ле Маном. Са Ђорђевићем на клупи, Виртус је освојио ФИБА Лигу шампиона за сезону 2018/19. На фајнал фору, који је одржан у белгијском Антверпену, Виртус је у полуфиналу био бољи од Бамберга (67:50) док је у финалној утакмици савладана екипа Тенерифа (73:61). Ово је био пети европски трофеј за Виртус а први након десет година.
Током лета 2019. године, Ђорђевић је у Виртус довео између осталог и српске кошаркаше Милоша Теодосића и Стефана Марковића, са циљем да клуб избори пласман у Евролигу. Ипак, због пандемије изазване вирусом Ковид 19, сезона је прекинута у марту 2020. године. Виртус се у моменту прекида сезоне налазио на првом месту италијанске Серије А са скором 18-2 док је у Еврокупу требало да се састане у четвртфиналу са Монаком. Виртус је у овој сезони поражен од Тенерифа у финалу Интерконтиненталног купа док је у италијанском Купу елиминисан већ у четвртфиналу од Венеције.
На почетку сезоне 2020/21, Ђорђевић је пропустио још једну прилику да освоји трофеј са Виртусом пошто је у финалу италијанског Суперкупа поражен од Олимпије из Милана. Након неколико лоших резултата у домаћем првенству, Виртус је 7. децембра 2020. објавио да је Ђорђевић добио отказ. Ипак, већ наредног дана, клуб је одлуку поништио и у званичном саопштењу је објавио да Ђорђевић остаје и даље тренер. Као и претходне сезоне, и овај пут је Виртус елиминисан од Венеције у четвртфиналу италијанског Купа. Током сезоне 2020/21. у Еврокупу, Виртус је нанизао 19 победа и био је без пораза све до полуфинала када је елиминисан од УНИКС-а из Казања укупним резултатом 2:1 у победама. У италијанској Серији А, Ђорђевићева екипа је регуларни део сезоне завршила на трећем месту са скором 19-9. Након тога су са резултатом 3:0 у победама елиминисани прво Тревизо у четвртфиналу а потом и Бриндизи у полуфиналу. У финалу италијанског првенства их је чекала Олимпија из Милана која је у овој сезони била учесник фајнал фора Евролиге. Екипа Виртуса је славила у овој серији укупним резултатом 4:0 па је тако освојила своју 16. титулу првака Италије, а прву након 20 година.
Ђорђевић је у јуну 2021. напустио Виртус након што му није понуђен нови уговор.

### Фенербахче
Ђорђевић је 31. јула 2021. године постављен за тренера турског Фенербахчеа.

## Остале активности
Са Владом Дивцем, Жарком Паспаљом, Зораном Савићем, Предрагом Даниловићем, Дејаном Бодирогом и Жељком Ребрачом, Ђорђевић је оснивач хуманитарне организације Група 7. Ђорђевић је национални амбасадор Уницефа у Србији, заједно са Емиром Кустурицом, Аном Ивановић и Јеленом Јанковић, и промотер Уницефове акције „Школа без насиља“. Имао је кратко појављивање у филму Љубише Самарџића „Небеска удица“. Сада је председник управног одбора Београдског маратона.

## Приватно
Ожењен је Александром и имају двоје деце.

## Награде
| Играчки успеси Клупски Партизан : Евролига (1): 1991/92. Куп Радивоја Кораћа (1): 1988/89. Првенство Југославије (2): 1986/87 , 1991/92. Куп Југославије (2): 1989, 1992. Олимпија Милано : Куп Радивоја Кораћа (1): 1992/93. Барселона : АЦБ лига (2): 1996/97, 1998/99. Куп Радивоја Кораћа (1): 1998/99. Реал Мадрид : АЦБ лига (1): 1999/00. Репрезентативни СФР Југославија: Светско првенство до 19 година : 1987. Европско првенство : 1987 . Европско првенство : 1991 . СР Југославија: Европско првенство : 1995 . Летње олимпијске игре : 1996 . Европско првенство : 1997 . Светско првенство : 1998 . Појединачни 50 особа које су највише допринеле Евролиги | Тренерски успеси Клупски Панатинаикос : Куп Грчке (1): 2016. Бајерн Минхен : Куп Немачке (1): 2018. Виртус Болоња : ФИБА Лига шампиона (1): 2018/19. Првенство Италије (1): 2020/21. Фенербахче : Првенство Турске (1): 2021/22. Репрезентативни Србија: Светско првенство : 2014. Олимпијске игре : 2016 . Европско првенство : 2017 . Друге награде Награда Браћа Карић (2002) |